# هيكورودا شكيبتاري
هيكورودا شكيبتاري أو (HSH) (السكك الحديدية الألبانية) هي المشغل المملوك للدولة لنظام السكك الحديدية الألباني. محطة الركاب الرئيسية للنظام هي محطة سكة حديد دوريس في ميناء مدينة دوريس.تمتد البنية التحتية للشركة شرقًا إلى بوجراديك (حتى ليبرادهيز اعتبارًا من عام 2012) ، جنوبًا إلى فلور وشمالًا إلى شكودر. يوجد أيضًا خط فرعي للعاصمة تيرانا (حتى كاشار ، على بعد 10 كم اعتبارًا من 2015). امتدت الشبكة إلى ما بعد شكودر في ثمانينيات القرن الماضي إلى ما يعرف الآن بمونتينيغرو ، عبر بلدة هاني إي حوتيت الحدودية الألبانية. لكن هذا القسم من النظام مخصص للشحن فقط. لا يوجد أيضًا خط سكك حديدية فعلي بين ألبانيا ومقدونيا الشمالية أو اليونان المجاورة. وصف العديد من أدلة السفر خطوط السكك الحديدية الألبانية بأنها عامل جذب سياحي ورحلة بانورامية بحكم الواقع.شبكة HSH غير مكهربة تمامًا ، ويتم نقل القطارات بواسطة قاطرات الديزل الكهربائية التشيكوسلوفاكية T-669. النظام هو في الأساس مسار واحد طوال الوقت ، مع حلقات تمرير في نقاط مختلفة. يتم استخدام عربات نقل الركاب المستعملة من دي بي الألمانية ، و أف أس الإيطالية ، و أو بي بي النمساوية ، و بي كيه بي البولندية. تعرضت القطارات لأضرار داخلية وخارجية من أعمال التخريب ، بما في ذلك رجم القاطرات والعربات بالحجارة. بشكل دوري ، تفشل بعض الخطوط في تشغيل الجدول الزمني الكامل بعد الأضرار التي لحقت بالانهيارات الأرضية لأجزاء من المسار أو بسبب سرقة أطوال السكك الحديدية لخردة الحديد. توجد خطط لترقية خط دوريس - تيران الذي يربطه بمطار ريناس ، وهو مشروع في مرحلة المناقصة حاليًا.